# Ludger Rémy
Ludger Rémy (* 4. Februar 1949 in Kalkar; † 21. Juni 2017 in Bremen) war ein deutscher Dirigent, Cembalist, Musiker und Musikforscher.

## Leben
Ludger Rémy studierte Schulmusik, Klavierpädagogik und Cembalo an der Hochschule für Musik Freiburg. Von 1973 bis 1975 machte er private Cembalostudien bei Kenneth Gilbert. Ab 1978 folgten Lehrtätigkeiten an mehreren deutschen Musikhochschulen, darunter an der HFK Bremen (1978–1982), der Folkwanghochschule Duisburg (1983 bis 1997), der HFM Köln in Wuppertal (ab 1987) und Weimar. 1996 wurde er Lehrbeauftragter und 1998 Professor für Alte Musik an der Hochschule für Musik Carl Maria von Weber Dresden.
Der Schwerpunkt seiner Arbeit lag auf der Wiederentdeckung und Belebung der älteren deutschen Musik; daneben widmete er sich der Geschichts- und Literaturforschung des 17. und 18. Jahrhunderts. 1994 begann sein Wirken für die Stiftung Kloster Michaelstein, unter anderem mit der Leitung des Ensembles Telemannisches Collegium Michaelstein.
Rémy gewann einen internationalen Ruf als Dirigent der Musik des 17. und 18. Jahrhunderts. Als Musiker (Cembalo und  Hammerklavier) gab er weltweit zahlreiche Solo-Konzerte, aber auch Kammermusik und Lieder fanden sein Interesse. Er war 1995 bis 2010 mehrfach Jurymitglied beim Internationalen Cembalo- und Hammerklavierwettbewerb in Brügge, anlässlich des Festivals van Vlaanderen.
1994 gründete er für Rundfunk- und Tonträgeraufnahmen das Orchester „Les Amis de Philippe“, benannt nach Georg Philipp Telemann und Carl Philipp Emanuel Bach.

## Preise (Auswahl)
- 1998: Cannes Classical Award, mit „Alta Ripa Hannover“. Weitere Nominierungen für diesen Preis 1997 und 2001.
- Preis der deutschen Schallplattenkritik als Dirigent (3/2000 und 2/2003) und als Cembalist (1/2001)
- 2003: Gramophone Special edition Awards
- „Einer der Besten des Jahres 2003“, sowie – für eine Aufnahme von Händel-Suiten – „Eine der Aufnahmen des Jahres 2003“ durch Goldberg Magazine (USA)
- 2015: Fasch-Preis[5]